# Vanda lamellata
Espèce
Vanda lamellata est une espèce d'orchidées du genre Vanda originaire de Bornéo, des Îles Mariannes, des Philippines, de l' Archipel Ryūkyū, et de Taïwan.

## Description
C'est une orchidée épiphyte monopodiale portant des feuilles imbriquées de 15 à 30cm  de long, et de 1.2 à 1.8cm de large. Elles sont de forme rubanées, distiques et recourbées. 

## Répartition géographique
C'est une espèce d'orchidées originaire de Bornéo, des Îles Mariannes, des Philippines, de l' Archipel Ryūkyū, et de Taïwan. Elle pousse principalement à basse altitude, plus souvent le long des côtes ou des cours d'eau.